# Ioan Boroș (delegat)
Ioan Boroș (n. 27 octombrie 1850, Carei, Regatul Ungariei – d. 1939, Lugoj, Județul Severin (interbelic), Regatul României) a fost un deputat în Marea Adunare Națională de la Alba Iulia, organismul legislativ reprezentativ al „tuturor românilor din Transilvania, Banat și Țara Ungurească”, cel care a adoptat hotărârea privind Unirea Transilvaniei cu România, la 1 decembrie 1918 .

## Activitate politică
A fost secretar al Episcopiei greco-catolice de Lugoj (1897), prelat papal (1903), prepozit, vicar general și conducător diecezei, președinte al Reuniunii Învățătorilor din Caraș-Severin, colaborator la Dreapta, Drapelul și Cultura Creștină. Ca deputat în Adunarea Națională din 1 decembrie 1918 a fost delegat al capitlului greco-catolic român Lugoj.

## Lectură suplimetară
- Daniela Comșa, Eugenia Glodariu, Maria M. Jude, Clujenii și Marea Unire, Muzeul Național Transilvania, Cluj-Napoca, 1998
- Florea Marin, Medicii și Marea Unire, Editura Tipomur, Târgu Mureș, 1993
- Silviu Borș, Alexiu Tatu, Bogdan Andriescu, (coord.), Participanți din localități sibiene la Marea Adunare Națională de la Alba Iulia din 1 decembrie 1918, Editura Armanis, Sibiu, 2015
- Gelu Neamțu, Mircea Vaida-Voevod, 1 decembrie 1918. Mărturii ale participanților, vol. I-II, Editura Academiei Române, București, 2005, ISBN 973-27-1258-9 (vol. I); ISBN 973-27-1264-3 (vol. II).